# Kilstjärtad grönduva
Kilstjärtad grönduva (Treron sphenurus) är en asiatisk fågel i familjen duvor inom ordningen duvfåglar.

## Kännetecken

### Utseende
Kilstjärtad grönduva är en 33 cm stor, grön duva med karakteristiskt lång och kilformad stjärt. Den har jämfört med andra grönduvor i regionen rätt otydliga gula kanter på vingtäckare och tertialer samt mörkgrön övergump och stjärt. Hanen har en rödbrun fläck på ovansidan, mindre utbredd än i pompadora-artkomplexet, samt orange anstrykning på hjässa och bröst. Honan har enfärgat grönt huvud.

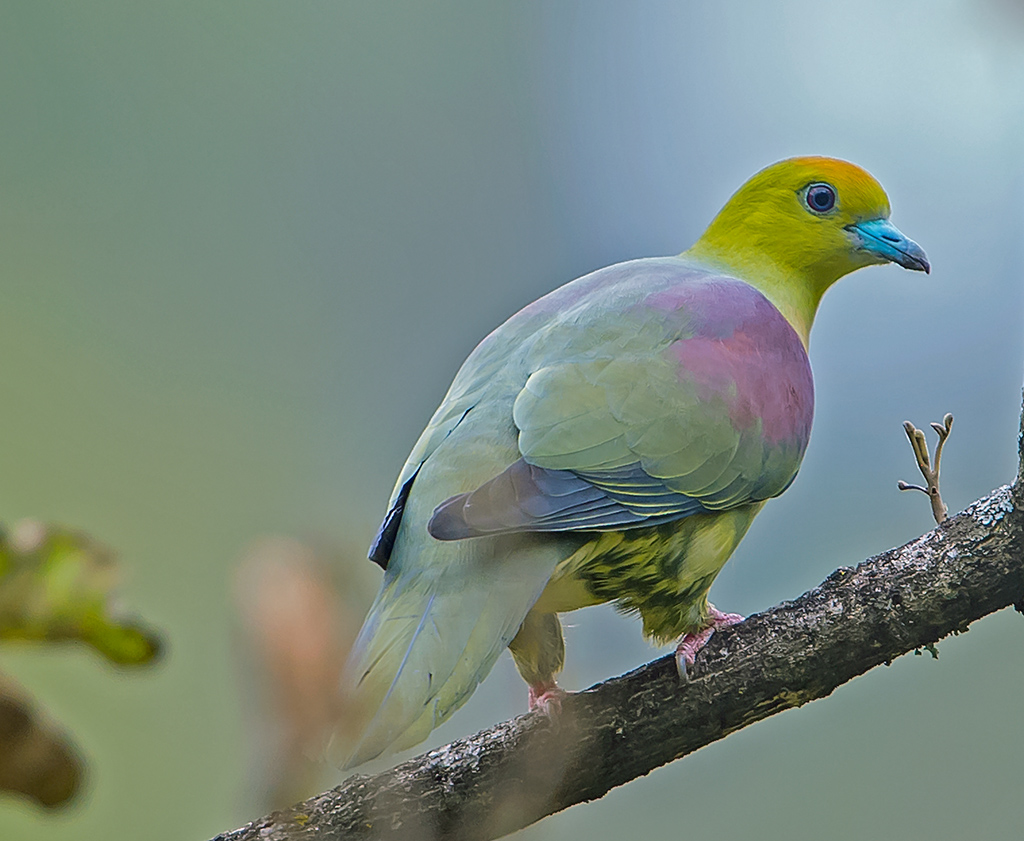
Kilstjärtad grönduva i Chopta, Uttarakhand, Indien.

Fåglar i Vietnam och på Malackahalvön är något mindre och mörkare. De har även hos hanen mindre eller ingen orange anstrykning på bröstet samt den rödbruna fläcken på ovansidan begränsad till skuldrorna.

### Läten
Den kilstjärtade grönduvans sång består av en lång och ljus serie, ofta med en rullande inledning.

## Utbredning och systematik
Kilstjärtad grönduva delas in i tre underarter med följande utbredning:
- Treron sphenurus sphenurus – förekommer i bergstrakter från Kashmir till sydvästra Kina, Myanmar, norra Thailand och Laos
- Treron sphenurus robinsoni – förekommer i bergstrakter på Malackahalvön och centrala Vietnam
- Treron sphenurus korthalsi – förekommer i höga berg på Sumatra, Java, Bali och Lombok

Ofta urskiljs även underarterna etorques och delacouri med utbredning på Sumatra respektive i centrala Vietnam. Den är närmast släkt med vitbukig grönduva (T. sieboldii) och taiwangrönduva (T. formosae).

## Levnadssätt
Kilstjärtad grönduva förekommer i städsegrön lövskog och skogsbryn, framför allt med inslag av ek, alm, lager och rhododendron. I Sydostasien ses den på mellan 770 och 2 565 meters höjd. Den lever av olika sorters frukt och bär, bland annat fikon, mullbär och pors. Fågeln häckar mellan april och augusti i norra Indien, i vissa områden som Assam med två kullar. Den bygger ett bräckligt bo i ett träd, sex till tolv meter ovan mark, där den lägger två vita ägg. Arten är huvudsakligen stannfågel, med vissa rörelser i höjdled vintertid, framför allt i norra delen av utbredningsområdet.

## Status och hot
Arten har ett stort utbredningsområde, men tros minska i antal, dock inte tillräckligt kraftigt för att den ska betraktas som hotad. Internationella naturvårdsunionen IUCN listar arten som livskraftig (LC). Världspopulationen har inte uppskattats men den beskrivs som vanlig till ovanlig.